# BonziBuddy
BonziBuddy (/bɒnzibʌdiː/ BON-si-bad-i, stilisiert als BonziBUDDY) war ein kostenlos angebotener, virtueller Assistent, der von Joe und Jay Bonzi entwickelt wurde. Auf Wunsch des Benutzers teilte er unter anderem Witze und Fakten mit, verwaltete Downloads, sang Lieder und konnte sprechen.
BonziBuddy wird als Spy- und Adware klassifiziert und wurde 2004 eingestellt, nachdem die dahinter stehende Firma wegen der Software verklagt und zur Zahlung von Geldstrafen verurteilt wurde. Bonzis Website blieb auch nach der Einstellung von BonziBuddy zunächst online, wurde aber Ende 2008 abgeschaltet.

## Design
Die Software verwendete Microsoft-Agent-Technologie, ähnlich wie Office Assistant, und enthielt ursprünglich Peedy, einen grünen Papagei und eine der Figuren, die mit Microsoft Agent verfügbar waren. Spätere Versionen von BonziBuddy im Mai 2000 enthielten dann eine eigene Figur: Bonzi, den violetten Gorilla. Das Programm verwendete auch eine Sprachsynthese-Stimme, um mit dem Benutzer zu interagieren. Die Stimme hieß Sydney und stammte aus einem alten Lernout-&-Hauspie-Microsoft-Speech-API-4.0-Paket. Sie wird in mancher Software oft als Adult Male #2 bezeichnet.
Eine Reihe von Quellen bezeichnet BonziBuddy als Spyware, eine Behauptung, die das Unternehmen bestreitet. 2002 bezeichnete ein Artikel in Consumer Reports Web Watch BonziBuddy als Spyware und erklärte, dass es einen Backdoor-Trojaner enthalte, der Informationen von Benutzern sammele. Unter anderem gehöre zu den angeblichen unerwünschten und unaufgeforderten Aktivitäten, die das Programm durchführe:
- das ständige Zurücksetzen der Webbrowser-Homepage auf bonzi.com sowie
- das Sammeln von verschiedenen, privaten Informationen über den Benutzer,
- das Installieren einer Symbolleiste und
- das schalten von Werbung.[7]

Sowohl Trend Micro als auch Symantec haben die Software als Adware eingestuft. Spyware Guide stellt in seinem Eintrag über das Programm ebenfalls fest, dass es sich um Adware handele.

## Rezeption
Im April 2007 wählten die Leser der PC World BonziBuddy auf den sechsten Platz der Liste der 20 nervigsten Tech-Produkte. Ein Leser wurde zitiert, der das Programm kritisierte, weil es „ständig auftaucht und Dinge verdeckt, die man sehen will“.
In einem der letzten Zeitungsartikel, die über BonziBuddy geschrieben wurden, als es noch im Umlauf war, wurde es als Spyware und als "Geißel des Internets" bezeichnet. Ein anderer Artikel, der 2006 auf der BusinessWeek-Website zu finden war, beschrieb BonziBuddy als "die unglaublich lästigen Spyware-Trojaner".

## Rechtsstreitigkeiten
Internetnews.com berichtete am 27. Mai 2003 über die Einigung in einer Sammelklage. In der ursprünglich am 4. Dezember 2002 gegen Bonzi Software eingereichten Klage wurde Bonzi beschuldigt, mit seinen Werbebannern in betrügerischer Weise Windows-Computerwarnungen zu imitieren und den Benutzer darauf hinzuweisen, dass seine IP-Adresse gesendet wird. In dem Vergleich erklärte sich Bonzi Software bereit, seine Anzeigen so zu ändern, dass sie weniger wie Windows-Dialogfelder und mehr wie tatsächliche Anzeigen aussehen.
Am 18. Februar 2004 veröffentlichte die Federal Trade Commission eine Erklärung, wonach Bonzi Software, Inc. unter anderem zur Zahlung von 75.000 Dollar Gebühren verurteilt wurde, weil es mit BonziBuddy persönliche Daten von Kindern unter 13 Jahren gesammelt hatte und damit gegen COPPA verstieß.